# Моамер Касумовић
Моамер Касумовић (12. децембар 1981) босанскохерцеговачки је глумац.

## Улоге
| Улоге Моамера Касумовићa |                              |               |                       |          |
| Година                   | Српски назив                 | Изворни назив | Улога                 | Напомена |
| 2000.-те                 |                              |               |                       |          |
| 2005.                    | Секс и село                  |               | Хамо                  |          |
| 2006.                    | Милан и Енис: Скечеви        |               | конобар Хамо, Нијемац |          |
| 2010.-те                 |                              |               |                       |          |
| 2012.                    | Приче иза дискреционе линије |               | Гоц                   |          |
| 2015.                    | Хиљадарка (филм)             |               | Фадил                 |          |
| 2015.                    | Наша свакодневна прича       |               | Малик                 |          |
| 2017.                    | Жаба (филм)                  |               | Муки                  |          |
| 2018.                    | Насумице                     |               |                       |          |
| 2018.                    | Драги сусједи                |               | Томислав Зовко        |          |
| 2007. —2021              | Луд, збуњен, нормалан        |               | Дамир Фазлиновић      |          |
| 2021.                    | Некад су били људи           |               |                       |          |
| 2023.                    | Принц из Ел Еја              |               |                       |          |

## Контроверзе
У септембру 2024. потврђено је да је предузео недозвољену полну радњу над четрнаестогодишњим младићем 2021. године за шта је од стране Општинског суда у Сарајеву осуђен на годину дана затворске казне, а за коју се претпоставља да је откупио.